# ヘンリー・デーキン
ヘンリー・D・デーキン（Henry Drysdale Dakin、1880年3月12日 - 1952年2月10日）は、イギリスの化学者。ロンドン生まれ。
アレクシス・カレルとともに、カレル-デーキン法と呼ばれる消毒法を開発した。それは、傷口をデーキン溶液により断続的に洗浄する方法である。デーキン溶液とは、次亜塩素酸ナトリウム (NaClO) を 0.4-0.5% とホウ酸 (B(OH)3) を 4% 含む希釈溶液のこと。ただし、不安定で数日で劣化してしまうため、必要に応じて調製される。1917年に王立協会フェロー選出。
1982年から、より安定なデーキン溶液が、Century Pharmaceuticals 社より市販されている。有機化学において、デーキン反応（1909年）、およびデーキン・ウェスト反応（1928年）を最初に報告したことでその名を残した。